# José Ignacio Gutiérrez
José Ignacio Gutiérrez Cataluña (* 1. Dezember 1977 in Valencia) ist ein ehemaliger spanischer Radrennfahrer.

## Karriere
José Ignacio Gutiérrez begann seine internationale Karriere im Jahr 2000 beim kleinen portugiesischen Radsportteam L.A.-Pecol, nachdem er zuvor für die Nachwuchsmannschaft des Teams Kelme unterwegs gewesen war. Zur Saison 2002 wurde Gutiérrez schließlich vom Kelme-Profiteam unter Vertrag genommen, wo er vor allem als Helfer für seine jeweiligen Teamkapitäne zum Einsatz kam. Im Mai 2003 bestritt er mit dem Giro d’Italia seine erste dreiwöchige Landesrundfahrt und beendete das Rennen auf Platz 39 in der Gesamtwertung. Kurz darauf stand er auch beim 100. Geburtstag der Tour de France am Start, musste die Rundfahrt allerdings nach der siebten Etappe verlassen. Am Ende der Saison wurde sein Vertrag bei Kelme nicht verlängert.
2004 fuhr Gutiérrez auf nationaler Ebedne und gewann Etappen bei der Vuelta a Extremadura, dem Circuito Montañés und beim GP Vila-Real. Bei letzterer Rundfahrt konnte er auch die Gesamtwertung für sich entscheiden.
Daraufhin wechselte er zum Schweizer Team Phonak Hearing Systems, für das er in seiner ersten Saison erneut am Giro d’Italia sowie erstmals an der Vuelta a España teilnahm. 2006 wurde sein Name im Dopingskandal Fuentes genannt, deswegen war auch noch lange unklar ob er im nächsten Jahr fahren durfte. Gutiérrez wurde aber nicht gesperrt und konnte nach Auflösung des Phonak-Teams so 2007 seine Karriere beim italienischen Team LPR fortsetzen. Am Ende der Saison beendete er seine aktive Laufbahn.

## Trivia
José Ignacio Gutiérrez ist der jüngere Bruder von José Enrique Gutiérrez, mit dem er gemeinsam bei Kelme, Phonak und L.P.R. aktiv war.

## Erfolge
2004
- eine Etappe Vuelta Ciclista Internacional a Extremadura
- Gesamtwertung und eine erste Etappe GP Vila-Real
- eine Etappe Circuito Montañés